# Cephalomiroides
Cephalomiroides is een geslacht van wantsen uit de familie van de Miridae (Blindwantsen). Het geslacht werd voor het eerst wetenschappelijk beschreven door Hernández & Stonedahl in 1999.

## Soorten
Het genus bevat de volgende soorten:

- Cephalomiroides elongatus Hernández & Stonedahl, 1999
- Cephalomiroides nigrifrons Hernández & Stonedahl, 1999